# Labubu
Labubu (čínsky 拉布布) je jméno sběratelské plyšové panenky, kterou vytvořil designér hongkongsko-belgického původu Kasing Lung pro čínskou maloobchodní společnost Pop Mart. Labubu byl poprvé představen v roce 2015 spolu s dalšími figurkami „Monsters“ vyrobenými společností How2Work. Větší popularity se však postavička dočkala až v roce 2019 právě díky spolupráci se společností Pop Mart. Labubu je také jméno stejnojmenné ústřední postavičky v Lungově seriálu The Monsters, která byla ovlivněna severským folklórem a mytologií.